# Parex Bank

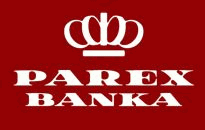
Logotyp

Parex Bank är en av de ledande bankerna i Baltikum med huvudkontor i Riga, Lettland.
Parex är Lettlands näst största bank med kontor, filialer och dotterbolag i femton länder, inklusive filial i Tyskland, i Sverige (Stockholm, Malmö, Göteborg), i Estland samt dotterbolag i Schweiz och Litauen. 
Internationella aktieägare består av bland annat East Capital, Danske Capital Finland Oy Fonder, Julius Baer, Firebirds Funds, Svenska Handelsbanken AB och andra institutionella och privata investerare – totalt 61 aktieägare.
Den 8 november 2008, mitt under den pågående finanskrisen, tog Lettlands regering kontroll över 51 procent av aktierna i Parex genom att betala två lat (ungefär 28 svenska kronor) till Lettlands ledande rysktalande affärsmän Valery Kargin och Viktor Krasovitsky. Ytterligare 34 procent av Parex överfördes till statliga banken Mortage and Land Bank som säkerhet.